# Jane E. Buikstra
Jane Ellen Buikstra (Evansville, Indiana, 2 de noviembre de 1945) es una antropóloga y bioarqueóloga estadounidense. Su artículo de 1977 sobre las dimensiones biológicas de la arqueología acuñó y definió el campo de la bioarqueología en EE. UU. como la aplicación de métodos antropobiológicos al estudio de problemas arqueológicos. Durante su carrera, ha publicado más de 20 libros y 150 artículos. Su tema de investigación actual es el análisis del cementerio de Phaleron, cerca de Atenas, Grecia.

## Biografía
Buikstra se licenció en 1967 en Antropología por la Universidad DePauw, Indiana y obtuvo un máster y un doctorado, también en Antropología, en la Universidad de Chicago. Es una miembro de la Junta Americana de Antropología Forense y formó parte de su Junta Directiva de 1999–2000. Ha prestado sus servicios en la Universidad Northwestern, Universidad de Chicago, y en la Universidad de Nuevo México. Buikstra fue anteriormente Profesora Distinguida Leslie Spier de Antropología en la Universidad de Nuevo México. Actualmente es Profesora y Directora del Centro para la investigación Bioarqueológica, una unidad dentro de la Escuela de Evolución Humana y Cambio Social en la Universidad Estatal de Arizona.
Buikstra forma parte del consejo asesor de la revista especializada de Palaeopatología y Presidenta del Centro para la Arqueología americana en Kampsville, Illinois.
Es miembro de la Academia de Ciencias Nacionales desde 1987 y en 2019 fue elegida miembro de la Academia Americana de Artes y Ciencias.

### Trabajo de campo
- Medio oeste norteamericano, 18 Proyectos, 1966
- Ártico Canadiense, 1 Proyecto, 1969
- Argentina, Santa Fe la Vieja, 1980–1982, 1984, 1987
- Brasil, Expedición Marajo, 1983–1986
- Perú, Programa Contisuyu, 1984
- España, Expedición Gatas, 1986
- Turquía, Çayönü Tepesi, 1988
- Honduras, 1995

## Publicaciones seleccionadas
| 1994 | Standards for Data Collection from Human Skeletal Remains: Proceedings of a Seminar at the Field Museum of Natural History. Arkansas Archaeological Survey Press, Fayetteville. Jane E. Buikstra, Douglas Ubelaker eds. |
| 1995 | “Tombs for the Living . . . or For the Dead: The Osmore Ancestors". In Tombs for the Ancestors, T. Dillehay, ed., Dumbarton Oaks Research Library and Collection, Washington, D.C. pp. 229–280. |
| 1997 | “Studying Maya Bioarchaeology.” in Bones of the Maya: Studies of Ancient Skeletons, Steve Whittington and D. M. Reed, eds., Smithsonian Press, pp. 221–228. |
| 1998 | Staging Ritual: Hopewell Ceremonialism at the Mound House Site, Greene County, Illinois. Center for American Archeology, Kampsville Studies in Archeology and History, No. 1 . Jane E. Buikstra, Douglas K. Charles and Gordon F. M. Rakita |
| 1999 | “Centering the Ancestors: Cemeteries, Mounds and Sacred Landscapes of the North American Midcontinent.” in Archaeologies of Landscape: Contemporary Perspectives, W. Ashmore and B. Knapp, eds. Blackwells pp. 201–228. Jane E. Buikstra and Douglas K. Charles. |
| 2000 | Never Anything So Solemn: An Archaeological, Biological and Historical Investigation of the 19th Century Grafton Cemetery. Author of four chapters:1. Introduction, 2. Historic Bioarcheology and the Beautification of Death, 3. A Matter of Life and Death I: Disease, Medical Practice, and Funerals, 9. Summary and Conclusions, and coauthor of one chapter (Houdek, Buikstra, Stojanowski) 7. Skeletal Biology. Center for American Archeology, Kampsville Studies in Archeology and History, No. 3). Jane E. Buikstra, editora y autora de cinco capítulos sustanciales.                                                                                                   |
| 2002 | El Señorío de Chiribaya en la Costa Sur del Perú. Instituto de Estudios Peruanos, Lima-Peru. Jane E. Buikstra (with Maria Cecilia Lozada) |
| 2003 | The Bioarchaeology of Tuberculosis: A Global View on a Reemerging Disease. University of Florida Press. Jane E. Buikstra (with Charlotte A. Roberts). |
| 2003 | “Embodied Traditions: The Chachapoya and Inka Ancestors.” in Theory, Method, and Practice in Modern Archaeology. R. J. Jeske and D. K. Charles, eds. Praeger Publishers: Westport. Jane E. Buikstra and Kenneth C. Nystrom. |
| 2004 | “Tombs from Copan’s Acropolis: A Life History Approach.” in Understanding Early Classic Copan. Ellen E. Bell, Marcello A. Canuto, and Robert J. Sharer, eds., Chapter 1. pp. 191–212. Philadelphia: University of Pennsylvania Museum of Archaeology and Anthropology. Jane E. Buikstra, TD Price, JHBurton, and LEWright. |
| 2005 | “Ethnogenesis and Ethnicity in the Andes.” in Us and Them: The Assignation of Ethnicity in the Andean Region, Methodological Approaches. Richard Reycraft, ed., Chapter 14, pp. 233–238. Los Angeles: Cotsen Institute of Archaeology, UCLA. |
| 2006 | “History of Research in Skeletal Biology” in Handbook of the North American Indians, Physical Anthropology, Douglas Ubelaker, ed. Smithsonian Institution Press, Washington D.C., pp. 504–523. |
| 2006 | Janaab' Pakal: The Age-at-death Controversy Re-revisited. in Janaab' Pakal of Palenque: Reconstructing the Life and Death of a Maya Ruler. V. Tiesler and A Cucina, eds. University of Arizona Press. Jane E. Buikstra, G. R. Milner and J. L. Boldsen. |
| 2006 | Bioarchaeology: The Contextual Study of Human Remains. Senior editor and author of Chapter 1: An Historical Introduction; Chapter 15: Repatriation: Challenges and Opportunities; co-author of O. M. Pearson and Jane E. Buikstra, Chapter 8: Behavior and the Bones Mary Lucas Powell, Della Collins Cook, Georgieann Bogdan, Jane E. Buikstra, Mario M. Castro, Patrick D. Horne, David R. Hunt, Richard T. Koritzer, Sheila Ferraz Mendonça de Souza, Mary Kay Sandford, Laurie Saunders, Glaucia Aparecida Malerba Sene, Lynne Sullivan, and John J. Swetnam Chapter 7 Invisible Hands: Women in Bioarchaeology. Elsevier Press, Inc. Jane E. Buikstra and Lane A. Beck, eds. |
| 2007 | "The Bioarchaeology of Maya Sacrifice." in New Perspectives on Maya Sacrifice, V. Tiesler and A. Cucina, eds, Chapter 13, pp. 293–307. Springer-Verlag. |
| 2007 | Forensic Anthropology: Contemporary Theory and Practice. Oxford University Press. Debra Komar and Jane E. Buikstra |